# Carvaka nielsoni
Carvaka nielsoni är en insektsart som beskrevs av Chandrasekhara A. Viraktamath 1998. Carvaka nielsoni ingår i släktet Carvaka och familjen dvärgstritar. Inga underarter finns listade i Catalogue of Life.